# 同時ネット
同時ネット（どうじネット）は、番組が制作局以外の放送局に制作局と同じ時間帯に制作局と同じ内容をネットすることをいう。制作局とネット局の番組編成にかかわる用語であり、「サイマル放送」とは異なる。

## 概要
生放送の番組を中心によく見られる。また、ほとんどの局でのネットワークセールス枠（スポンサードネット枠）で見られる（ラジオの平日日中の帯番組などはこの枠であっても遅れネットになる場合あり）。
これと対照的に、制作局より遅れて放送することを遅れネット、先に放送することを先行ネットという。